# Fort Jennings (Ohio)
Fort Jennings es una villa ubicada en el condado de Putnam en el estado estadounidense de Ohio. En el Censo de 2010 tenía una población de 485 habitantes y una densidad poblacional de 352,65 personas por km².

## Geografía
Fort Jennings se encuentra ubicada en las coordenadas 40°54′22″N 84°17′59″O / 40.90611, -84.29972. Según la Oficina del Censo de los Estados Unidos, Fort Jennings tiene una superficie total de 1.38 km², de la cual 1.35 km² corresponden a tierra firme y (1.69%) 0.02 km² es agua.

## Demografía
Según el censo de 2010, había 485 personas residiendo en Fort Jennings. La densidad de población era de 352,65 hab./km². De los 485 habitantes, Fort Jennings estaba compuesto por el 99.18% blancos, el 0% eran afroamericanos, el 0% eran amerindios, el 0.82% eran asiáticos, el 0% eran isleños del Pacífico, el 0% eran de otras razas y el 0% pertenecían a dos o más razas. Del total de la población el 0% eran hispanos o latinos de cualquier raza.